# Janet (flygbolag)

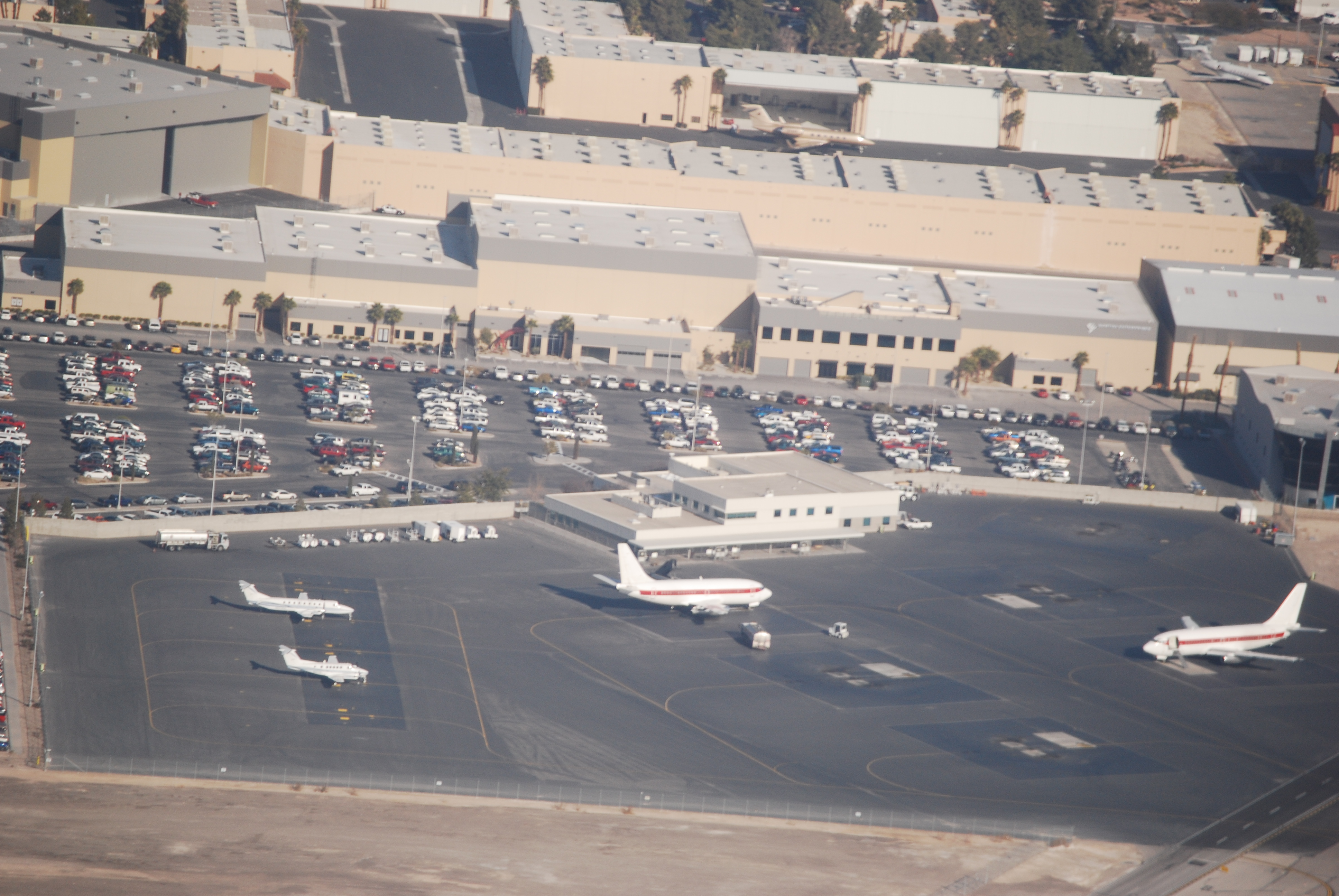
Flygbolagets egna flygplatsterminal, 2008.

Janet är en flygbolagskod som används av ett antal flygplan tillhörande ett amerikanskt flygbolag med sekretessbelagd verksamhet och som har sitt säte i en egen flygplatsterminal i den östra delen av flygplatsen Harry Reid International Airport i Paradise i Nevada.
Flygbolagets uppgift är att transportera federal personal till och från olika militära anläggningar i delstaterna Kalifornien, Nevada, Ohio och Utah. Infrastrukturkonglomeratet Aecom driver flygbolaget på kontrakt med USA:s flygvapendepartement..
Flygbolagskoden Janet är en förmodad akronym för "Joint Air Network for Employee Transportation". Janet förekommer ofta i konspirationsteorier som rör bland annat Area 51 eftersom det bara finns två sätt att ta sig in och ut legalt från basen för anställda, antingen via ett av Janets flygplan eller med buss där slutstationen är i Alamo i Nevada.

## Historik
1972 inleddes det flygningar mellan McCarran och Area 51 med en Douglas DC-6 och utfördes av försvarskoncernen EG&G, fyra år senare införskaffades en till Douglas DC-6 på grund av ökad efterfrågan. I juni 1980 köpte man den första Boeing 737, ett annat i september och ett tredje i december. De två Douglas DC-6 togs ur tjänst i oktober 1981. Tre till Boeing 737 införskaffades 1983, 1984 och 1986 men alla togs ur tjänst i början av 1990-talet när dessa ersattes av Boeing 737-200. 2002 blev EG&G uppköpta av URS Corporation och som fick fortsatt förtroende att driva Janet. Mellan november 2008 och juli 2009 blev 737-200 själva ersatta av de nuvarande Boeing-flygplanen, Boeing 737-66N och Boeing 737-600, där fyra köptes ifrån Air China (N319BD, N869HH, N859WP och N288DP) och två från China Southwest Airlines (N273RH och N365SR). 2014 blev URS Corporation själva uppköpta av Aecom.

## Flygflotta
|                                 | Flygplansmodell                 | Registreringsnummer | Serienummer | Tillverkningskod |
| ------------------------------- | ------------------------------- | ------------------- | ----------- | ---------------- |
|                                 | Boeing 737-66N                  | N319BD              | 28649       | 887              |
|                                 | Boeing 737-66N                  | N869HH              | 28650       | 932              |
|                                 | Boeing 737-66N                  | N859WP              | 28652       | 938              |
|                                 | Boeing 737-600                  | N273RH              | 29890       | 1276             |
|                                 | Boeing 737-600                  | N365SR              | 29891       | 1294             |
|                                 | Boeing 737-600                  | N288DP              | 29892       | 1305             |
|                                 | Beechcraft 1900C                | N20RA               | UB-42       | —                |
|                                 | Beechcraft 1900C                | N623RA              | UC-163      | —                |
|                                 | Beechcraft Super King Air B200C | N654BA              | BL-54       | —                |
| Beechcraft Super King Air B200C | N661BA                          | BL-61               | —           |                  |
| Beechcraft Super King Air B200C | N662BA                          | BL-62               | —           |                  |

Notering: Det finns ej tillgängliga bilder på Janets flygplan av modellen Beechcraft Super King Air B200C, bilden i listan är till för att illustrera hur flygplansmodellen ser ut.

## Destinationer
Listan består av de destinationer som Janet reguljärt flyger till.
|                        | Namn                                 | Placering                             | Typ av destination                                                              |
| ---------------------- | ------------------------------------ | ------------------------------------- | ------------------------------------------------------------------------------- |
| Civila destinationer   |                                      |                                       |                                                                                 |
|                        | Harry Reid International Airport     | Paradise, Nevada                      | Internationell flygplats.                                                       |
|                        | Nut Tree Airport                     | Solano County, Kalifornien            | Regional flygplats.                                                             |
|                        | Paine Field                          | Snohomish County, Washington          | Internationell flygplats. (Enbart för underhåll av flygplanen.)                 |
|                        | Palmdale Regional Airport            | Palmdale, Kalifornien                 | Regional flygplats.                                                             |
| Militära destinationer |                                      |                                       |                                                                                 |
|                        | Area 51                              | Lincoln County, Nevada                | Militär flygplats.                                                              |
|                        | Creech Air Force Base                | Clark County, Nevada                  | Militär flygplats.                                                              |
|                        | Edwards Air Force Base               | Kern County, Kalifornien              | Militär flygplats.                                                              |
|                        | Hill Air Force Base                  | Weber County/Davis County, Utah       | Militär flygplats.                                                              |
|                        | Naval Air Station Point Mugu         | Ventura County, Kalifornien           | Militär flygplats för USA:s flotta med övningsområde till havs för vapentester. |
|                        | Naval Air Weapons Station China Lake | Kern County, Kalifornien              | Område för vapentestning åt USA:s flotta.                                       |
|                        | Nellis Air Force Base                | Clark County, Nevada                  | Militär flygplats.                                                              |
|                        | Tonopah Test Range                   | Nye County, Nevada                    | Område för utveckling och forskning rörande kärnvapen och dess utrustning.      |
|                        | United States Air Force Plant 42     | Los Angeles County, Kalifornien       | Tillverkning av flygplan för USA:s flygvapen.                                   |
|                        | Wright-Patterson Air Force Base      | Greene County/Montgomery County, Ohio | Militär flygplats och högkvarter för Air Force Materiel Command.                |